# Yasser Al-Mosailem
Yasser Al-Mosailem (ar. ياسر المسيليم; ur. 27 lutego 1984 w Dżuddzie) – saudyjski piłkarz, występujący w przeszłości na pozycji bramkarza, przez całą karierę grał w saudyjskim klubie Al-Ahli Dżudda. 22-krotny reprezentant Arabii Saudyjskiej. Uczestnik Mistrzostw Świata 2018 i Pucharu Azji 2007.

## Statystyki

### Klubowe
Na podstawie:
| Klub           | Sezonów | Liga                      | Liga  | Liga   | Puchar krajowy | Puchar krajowy | Kontynentalne | Kontynentalne | Suma  | Suma   |
| Klub           | Sezonów | Liga                      | Mecze | Bramki | Mecze          | Bramki         | Mecze         | Bramki        | Mecze | Bramki |
| -------------- | ------- | ------------------------- | ----- | ------ | -------------- | -------------- | ------------- | ------------- | ----- | ------ |
| Al-Ahli Dżudda | 17      | Saudi Professional League | 170   | 0      | 47             | 0              | 32            | 0             | 249   | 0      |
|                | Łącznie | Łącznie                   | 170   | 0      | 47             | 0              | 32            | 0             | 249   | 0      |

### Reprezentacyjne
Na podstawie:
| Mecze w Pucharze Azji 2007 | Mecze w Pucharze Azji 2007 | Mecze w Pucharze Azji 2007 | Mecze w Pucharze Azji 2007 | Mecze w Pucharze Azji 2007 | Mecze w Pucharze Azji 2007 | Mecze w Pucharze Azji 2007 | Mecze w Pucharze Azji 2007 | Mecze w Pucharze Azji 2007 |
| Lp.                        | Data                       | Miasto                     | Przeciwnik                 | Wynik                      | Czas                       | Gole                       | Inne                       | Faza rozgrywek             |
| -------------------------- | -------------------------- | -------------------------- | -------------------------- | -------------------------- | -------------------------- | -------------------------- | -------------------------- | -------------------------- |
| 1.                         | 11.07.2007                 | Dżakarta                   | Korea Południowa           | 1:1 (0:0)                  | 1'–90'                     |                            |                            | Faza grupowa               |
| 2.                         | 14.07.2007                 | Dżakarta                   | Indonezja                  | 2:1 (1:1)                  | 1'–90'                     |                            |                            | Faza grupowa               |
| 3.                         | 18.07.2007                 | Palembang                  | Bahrajn                    | 2:1 (1:1)                  | 1'–90'                     |                            |                            | Faza grupowa               |
| 4.                         | 22.07.2007                 | Dżakarta                   | Uzbekistan                 | 2:1 (1:0)                  | 1'–90'                     |                            |                            | Ćwierćfinał                |
| 5.                         | 25.07.2007                 | Hanoi                      | Japonia                    | 3:2 (1:1)                  | 1'–90'                     |                            |                            | Półfinał                   |
| 6.                         | 29.07.2007                 | Dżakarta                   | Irak                       | 0:1 (0:0)                  | 1'–90'                     |                            |                            | Finał                      |

| Mecze na Mistrzostwach Świata 2018 | Mecze na Mistrzostwach Świata 2018 | Mecze na Mistrzostwach Świata 2018 | Mecze na Mistrzostwach Świata 2018 | Mecze na Mistrzostwach Świata 2018 | Mecze na Mistrzostwach Świata 2018 | Mecze na Mistrzostwach Świata 2018 | Mecze na Mistrzostwach Świata 2018 | Mecze na Mistrzostwach Świata 2018 |
| Lp.                                | Data                               | Miasto                             | Przeciwnik                         | Wynik                              | Czas                               | Gole                               | Inne                               | Faza rozgrywek                     |
| ---------------------------------- | ---------------------------------- | ---------------------------------- | ---------------------------------- | ---------------------------------- | ---------------------------------- | ---------------------------------- | ---------------------------------- | ---------------------------------- |
| 1.                                 | 25.06.2018                         | Wołgograd                          | Egipt                              | 2:1 (1:1)                          | 1'–90'                             |                                    |                                    | Faza grupowa                       |

## Sukcesy
Na podstawie:

### Klubowe
Z Al-Ahli:
- Mistrz Arabii Saudyjskiej 2015/16
- Puchar Arabii Saudyjskiej 2010/11, 2015/16
- Superpuchar Arabii Saudyjskiej 2016/17